# Deroplia gertiana
Deroplia gertiana är en skalbaggsart som beskrevs av Gianfranco Sama 1996. Deroplia gertiana ingår i släktet Deroplia och familjen långhorningar. Inga underarter finns listade i Catalogue of Life.